# Звежинець (Любуське воєводство)
Звежинець (пол. Zwierzyniec, нім. Thiergarten) — село в Польщі, у гміні Седлисько Новосольського повіту Любуського воєводства.
Населення — 40 осіб (2011).
У 1975—1998 роках село належало до Зеленогурського воєводства.

## Демографія
Демографічна структура станом на 31 березня 2011 року:
|          | Загалом | Допрацездатний вік | Працездатний вік | Постпрацездатний вік |
| -------- | ------- | ------------------ | ---------------- | -------------------- |
| Чоловіки | 20      | 3                  | 14               | 3                    |
| Жінки    | 20      | 2                  | 13               | 5                    |
| Разом    | 40      | 5                  | 27               | 8                    |